# Flash Morgan Webster
Gavin Watkins (Brynmawr, 13 aprile 1990) è un wrestler gallese.
In WWE Webster ha vinto una volta l'NXT UK Tag Team Championship (con Mark Andrews). È noto inoltre per i suoi trascorsi nel circuito indipendente.

## Carriera

### Revolution Pro Wrestling (2015–presente)
Webster ha debuttato con Revolution Pro Wrestling nel 2015 sconfiggendo Wild Boar. Nell'agosto 2015 è stato sconfitto da PJ Black. Il 2 gennaio 2016 Webster ha partecipato ad un torneo per il RevPro British Cruiserweight Championship vacante, sconfiggendo Josh Bodom in semifinale ma perdendo contro Pete Dunne in finale. Il 16 gennaio Webster sfidò Dunne senza successo per il titolo. Nel dicembre 2017 Webster sconfisse Ryan Smile vincendo il RevPro British Cruiserweight Championship ma lo ha perso 5 giorni dopo contro Kurtis Chapman in un match a cinque uomini.

### Pro Wrestling Guerrilla (2017–2018)
Webster ha debuttato per Pro Wrestling Guerrilla durante la Battle of Los Angeles del 2017 ma è stato eliminato da Marty Scurll al primo turno. Al PWG All Star Weekend 13 ha sconfitto Brian Cage ma ha perso contro gli Young Bucks (Matt Jackson e Nick Jackson) insieme a Mark Haskins nella seconda serata. Al PWG Mystery Vortex V, fu sconfitto da Joey Janela. Al PWG All Star Weekend 14, è stato sconfitto da Sammy Guevara in un Triple Threat match che includeva anche Robbie Eagles nella prima notte e Trevor Lee nella seconda notte.

### WWE (2018–2022)

#### NXT UK(2018–2022)
Webster debuttò durante i WrestleMania Axxess del 2018 sconfiggendo Pete Dunne. Il 18 maggio venne annunciato che Webster avrebbe preso parte allo United Kingdom Championship Tournament dove eliminò Jordan Devlin al primo turno ma venne poi eliminato da Zack Gibson. Il 19 giugno, durante l'evento NXT U.K. Championship, Webster partecipò ad un Fatal 4-Way match per determinare il contendente nº1 al WWE United Kingdom Championship di Pete Dunne che includeva anche Mark Andrews, Noam Dar e Travis Banks ma il match venne vinto da Dar. In seguito, Webster venne assegnato al roster di NXT UK, comparendo talvolta a 205 Live. Il 31 agosto, a NXT UK TakeOver: Cardiff, Webster e Mark Andrews vinsero l'NXT UK Tag Team Championship in un Triple Threat Tag Team match che includeva anche i campioni, i Grizzled Young Veterans e il Gallus (Mark Coffey e Wolfgang). Nella puntata di NXT UK del 4 ottobre (andata in onda il 17 ottobre) Webster e Andrews persero i titoli contro il Gallus dopo 34 giorni di regno. Nella puntata di Raw dell'11 novembre Webster e Andrews fecero un'apparizione nel roster principale venendo sconfitti dai Raw Tag Team Champions, i Viking Raiders, in un match non titolato. Nella puntata di NXT UK del 2 aprile Webster partecipò ad una 20-man Battle Royal per determinare il contendente nº1 all'NXT United Kingdom Championship di Walter ma venne eliminato. Nella puntata di NXT UK dell'8 ottobre Webster venne sconfitto da A-Kid nel primo turno del torneo per l'NXT UK Heritage Cup.
Il 18 agosto 2022 Webster venne licenziato dalla WWE.

## Titoli e riconoscimenti
- Attack! Pro Wrestling
  - ATTACK! 24:7 Championship (1)
  - ATTACK! Championship (1)
- Dragon Pro Wrestling
  - Dragon Pro Tag Team Championship (1) – con Wild Boar
- HOPE Wrestling
  - HOPE Kings Of Flight Championship (1)
- Progress Wrestling
  - Natural Progression Series II winner (2014–2015)
- Pro Wrestling Chaos
  - King Of Chaos Championship (1)
- Pro Wrestling Illustrated
  - 300º tra i 500 migliori wrestler secondo PWI 500 (2018)
- Revolution Pro Wrestling
  - RPW British Cruiserweight Championship (1)
- WWE
  - NXT UK Tag Team Championship (1) – con Mark Andrews
- Impact Wrestling
  - Impact World Tag Team Championship (1) – con Mark Andrews